# ميخائيل جي. كراندال
ميخائيل جي. كراندال (بالإنجليزية: Michael G. Crandall)‏ هو رياضياتي وأستاذ جامعي أمريكي، ولد في 29 نوفمبر 1940 في باتون روج في الولايات المتحدة.